# Freida Pinto
Freida Selena Pinto (Mumbai, 18 ottobre 1984) è un'attrice, ballerina e modella indiana.
Ha raggiunto la fama a livello internazionale prendendo parte a The Millionaire nel 2008, film che ha segnato il suo debutto. La sua interpretazione fu bene accolta e le valse la vittoria del Breakthrough Performance Award al Palm Springs International Film Festival e lo Screen Actors Guild Award per il miglior cast cinematografico, oltre alla candidatura ai Premi BAFTA come miglior attrice non protagonista e agli MTV Movie Awards.

## Biografia

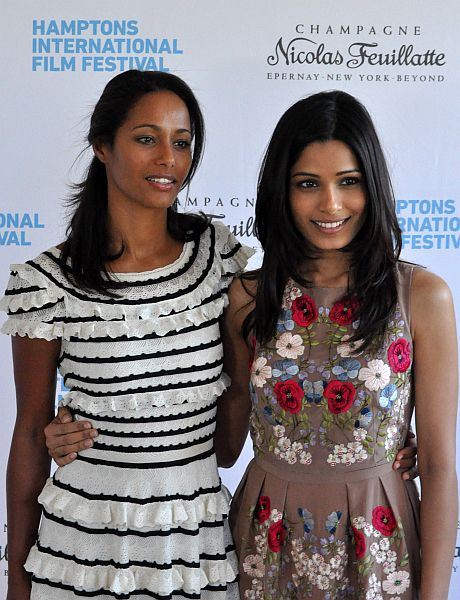
Rula Jebreal e Freida Pinto all'8th Annual Hamptons International Film Festival Chairman's Reception.

Freida Pinto è nata a Mumbai da una famiglia cattolica originaria di Mangalore. Il padre Frederick Pinto Neerude è un manager della Bank of Baroda; la madre Sylvia Pinto Derebail è preside della St. John's High School di Goregaon, una località di Mumbai. Ha una sorella maggiore, Sharon, produttrice associata di NDTV, un canale televisivo di notizie indiano. La Pinto aspirava a diventare un'attrice sin dall'età di cinque anni. Studiò alla Carmel of St. Joseph School di Malad, a Mumbai, dove praticava sport e cantava nel coro della scuola. A dieci anni la vittoria di Sushmita Sen a Miss Universo 1994 la ispirò a diventare attrice e fu un punto di svolta della sua carriera. Conseguì un bachelor in anglistica al St. Xavier's College di Mumbai.
È un'abile danzatrice di salsa e danza classica indiana. Mentre frequentava il college partecipò a recite e rappresentazioni teatrali amatoriali. Nel 2005 intraprese l'attività di modella per due anni e mezzo per la Elite Model Management. Fu protagonista di diverse campagne pubblicitarie televisive e cartacee di aziende come Škoda, Vodafone India, Visa, eBay e De Beers. Proseguì la carriera di modella per quattro anni apparendo in spettacoli e copertine di riviste come Femina e FNL. Frequentò un corso di recitazione al The Barry John's Acting Studio di Mumbai, dove venne formata dal direttore teatrale Barry John.
Dal 2006 al 2007 ha condotto la trasmissione televisiva di viaggi Full Circle. Ha poi deciso di dedicarsi al cinema, ottenendo - dopo sei mesi di provini - il ruolo della protagonista femminile nel pluripremiato The Millionaire di Danny Boyle. Grazie a questa interpretazione ha ricevuto, insieme al resto del cast, lo Screen Actors Guild Awards 2008 come miglior performance di un cast. Nel 2010 fa parte del cast del film di Woody Allen Incontrerai l'uomo dei tuoi sogni, dove recita al fianco di Naomi Watts, Anthony Hopkins, Antonio Banderas e Josh Brolin, e di quello di Julian Schnabel in Miral.

### Vita privata
Prima della carriera nel cinema, la Pinto era fidanzata con il suo agente, Rohan Antao. I due si lasciano nel 2009 e l'attrice inizia una relazione con Dev Patel, suo partner di scena in The Millionaire; nel dicembre 2014, dopo sei anni, la coppia annuncia la separazione. Nel 2020 sposa il fotografo americano Cory Tran e il 28 ottobre 2021 dà alla luce il loro primo figlio, Rumi-Ray.
Nel 2010 si è unita alla Agassi Foundation, un'organizzazione filantropica avviata da Andre Agassi e Steffi Graf che si occupa di dare educazione ai bambini svantaggiati.

## Filmografia

### Cinema
- The Millionaire (Slumdog Millionaire), regia di Danny Boyle (2008)
- Incontrerai l'uomo dei tuoi sogni (You Will Meet a Tall Dark Stranger), regia di Woody Allen (2010)
- Miral, regia di Julian Schnabel (2010)
- Immortals, regia di Tarsem Singh (2011)
- L'alba del pianeta delle scimmie (Rise of the Planet of the Apes), regia di Rupert Wyatt (2011)
- Trishna, regia di Michael Winterbottom (2011)
- Il principe del deserto (Black Gold), regia di Jean-Jacques Annaud (2011)
- Knight of Cups, regia di Terrence Malick (2015)
- I combattenti - Blunt Force Trauma (Blunt Force Trauma), regia di Ken Sanzel (2015)
- Mowgli - Il figlio della giungla (Mowgli), regia di Andy Serkis (2018)
- Only - Minaccia letale (Only), regia di Takashi Doscher (2019)
- Un amore e mille matrimoni (Love Wedding Repeat), regia di Dean Craig (2020)
- Elegia americana (Hillbilly Elegy), regia di Ron Howard (2020)
- Intrusion, regia di Adam Salky (2021)
- A Christmas Number One, regia di Chris Cottam (2021)
- Mr. Malcolm's List - La lista del signor Malcolm (Mr. Malcolm's List), regia di Emma Holly Jones (2022)
- North Star, regia di Kristin Scott Thomas (2023)

### Televisione
- Guerrilla, regia di Sam Miller e John Ridley – miniserie TV (2017)
- The Path – serie TV, 13 episodi (2018)
- Surface – serie TV (2025)

### Cortometraggi
- Black Knight Decoded, regia di Jabbar Raisani (2015)
- Two Bellmen Two, regia di Daniel Malakai Cabrera (2016)
- Past Forward, regia di David O. Russell (2016)

## Doppiatrici italiane
Nelle versioni in italiano delle opere in cui ha recitato, Freida Pinto è stata doppiata da:
- Domitilla D'Amico in Incontrerai l'uomo dei tuoi sogni, Immortals, L'alba del pianeta delle scimmie, A Christmas Number One
- Selvaggia Quattrini in The Millionaire, Only - Minaccia letale
- Federica De Bortoli in Il principe del deserto
- Stella Musy in The Path
- Eva Padoan in Elegia americana
- Elena Perino in Mr. Malcolm's List - La lista del signor Malcolm

## Agenzie
- Elite Model Management